# Дворец Бахия
Дворец Бахия — дворец конца XIX века, расположенный в Марракеше, Марокко. Одна из главных достопримечательностей города.

## История
Точные даты строительства дворца неизвестны. Оно было построено в два этапа. Между 1859 и 1867 годами по заказу бывшего раба Си Муссы, великого визиря султана Марокко Мухаммеда IV, в юго-восточной части медины Марракеша была построена северная часть дворца.
Между 1894 и 1900 годами Ба Ахмед, сын Си Муссы, ставший после его смерти великим визирем султана Абд аль-Азиза IV, осуществил второй этап строительства, расширив южную часть дворцового комплекса. Ба Ахмед был очень богат и могуществен, что не нравилось султану, и сразу после смерти визиря в 1900 году дворец был разграблен. Через 12 лет французский генерал-резидент маршал Лиоте, управлявший французской колонией Марокко, восстановил дворец и сделал его своей резиденцией в Марракеше.
В настоящее время здание открыто для посетителей. Здесь проводятся концерты арабско-андалузской музыки и художественные выставки.

## Описание
Уже после начала строительства приобретались все новые участки по соседству, в результате чего дворцовый комплекс строился поэтапно и лишился четкой планировки. На территории комплекса, которая занимает почти 8 га, расположены фонтаны и сад с кипарисами, жасмином, апельсиновыми и банановыми деревьями, конюшня, мечеть и хаммам.
Комнаты дворца щедро украшены мрамором, керамической плиткой, зилиджами и кедром. Эти материалы были привезены со всей северной Африки. Мрамор был привезен из Мекнеса, куда скорее всего он попал из Каррары, и, возможно, украшал до этого дворец Мулай Исмаила или дворец Эль-Бади. Кедр был привезен из Среднего Атласа, а терракота из Тетуана.

## Галерея

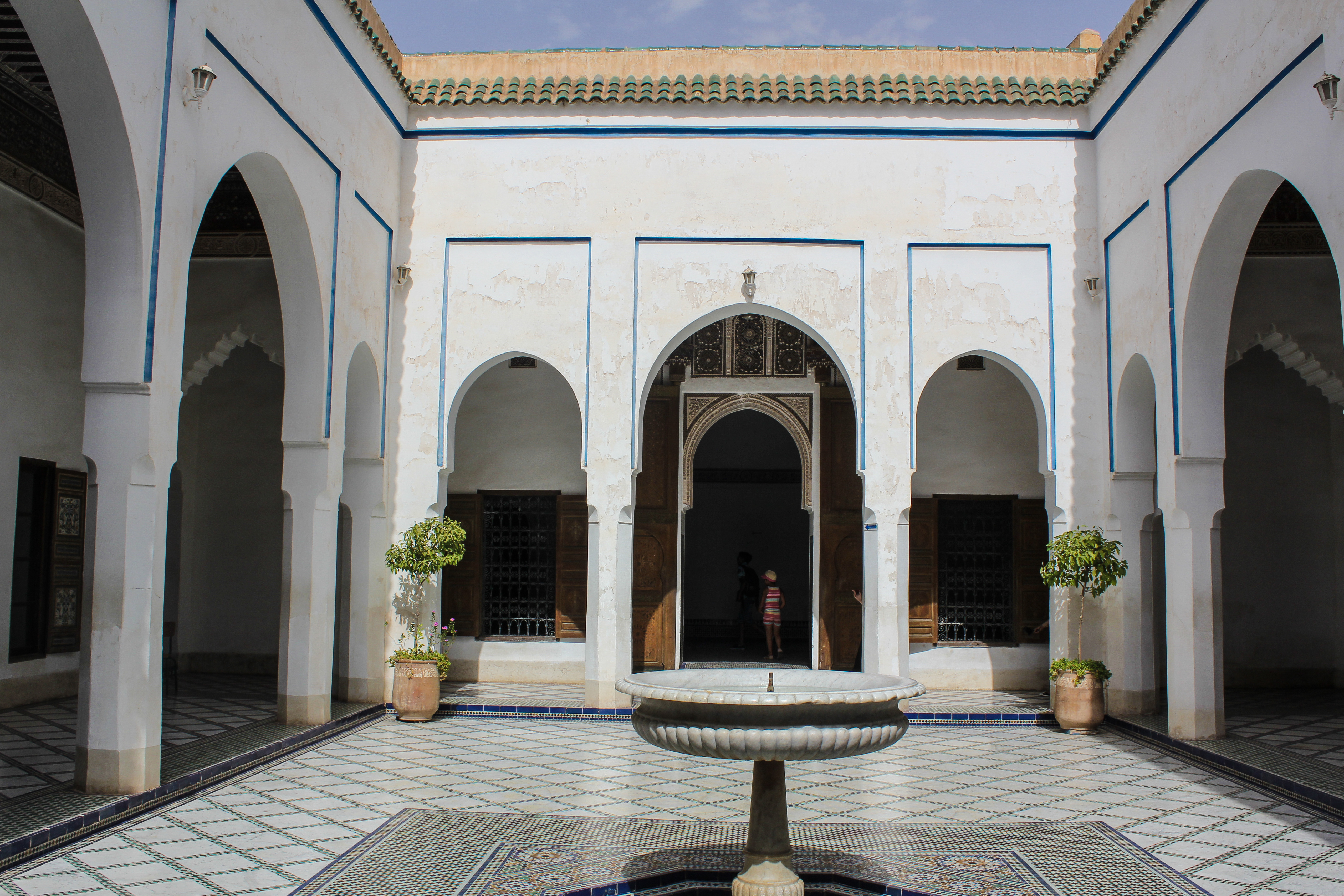
Внутренний дворик
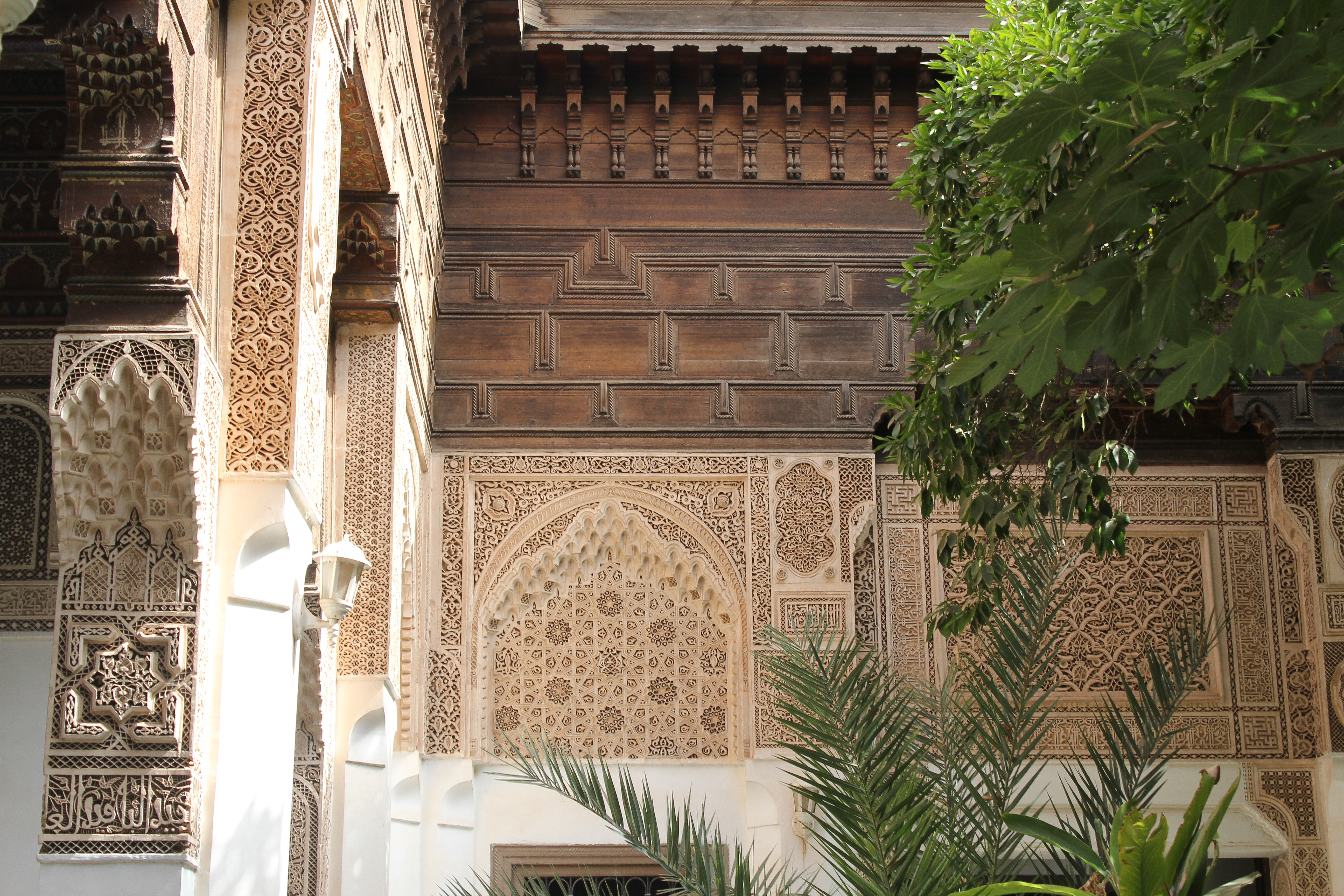
Декор стен
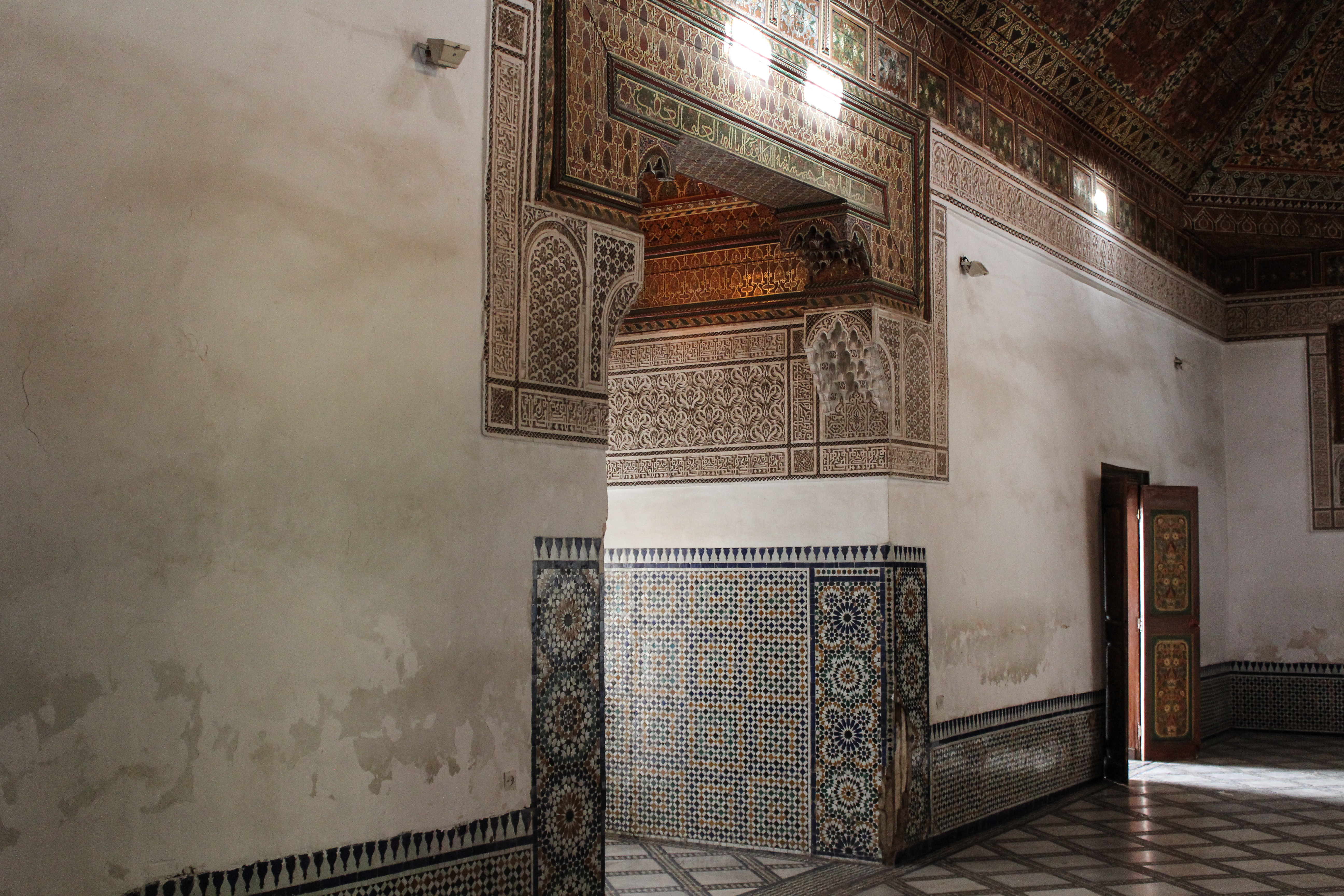
Декор стен
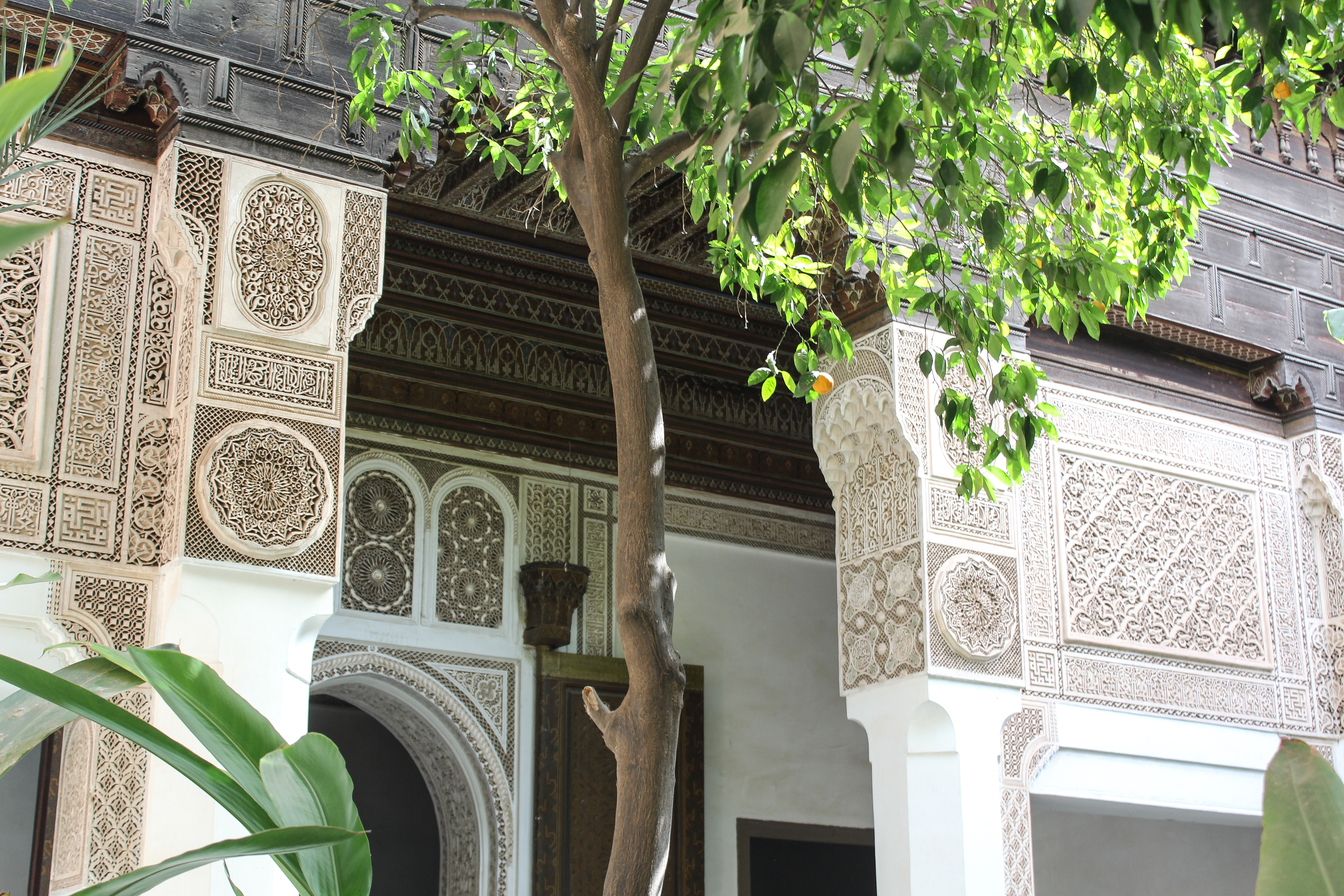
Декор стен
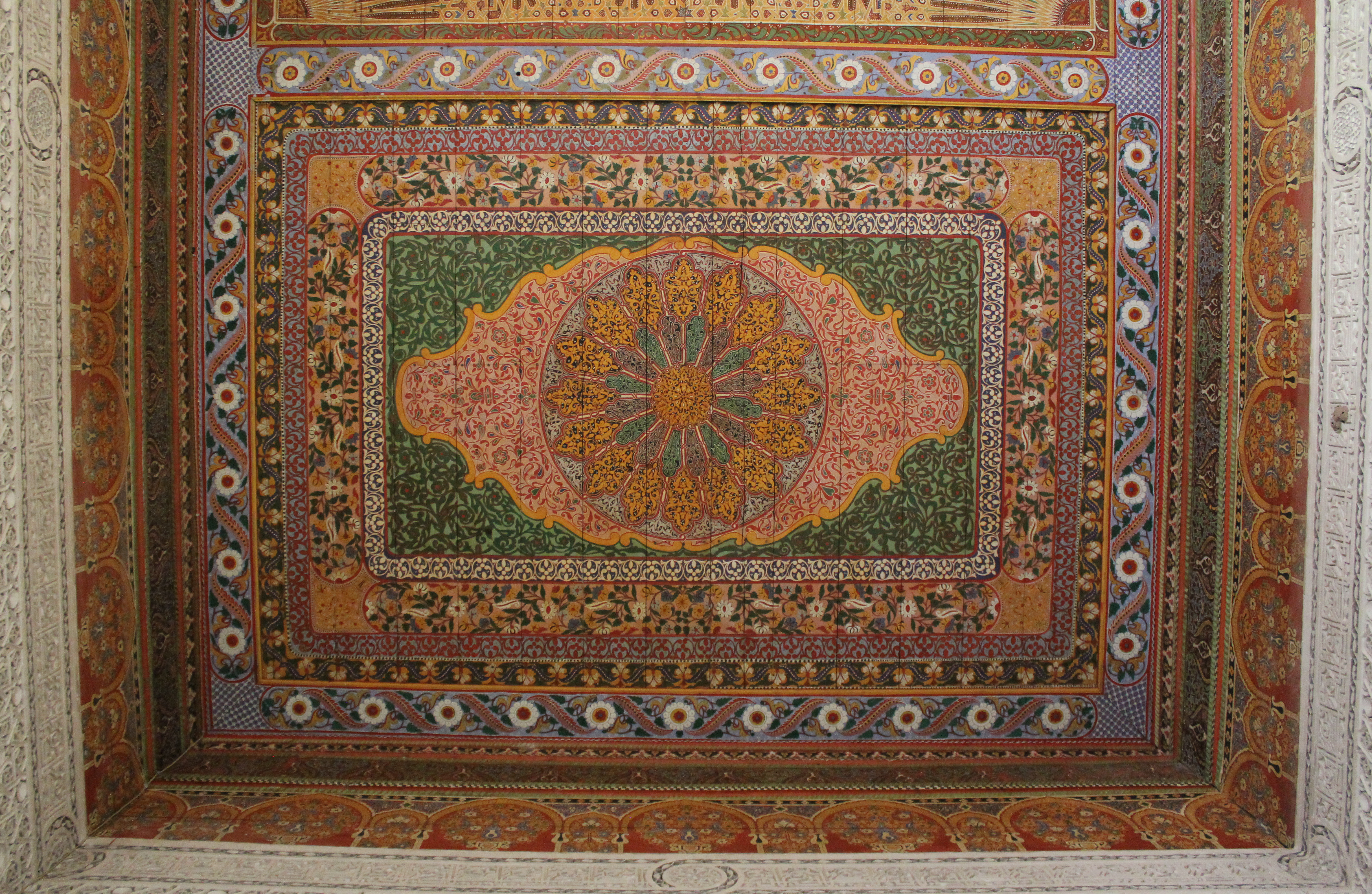
Декор потолка
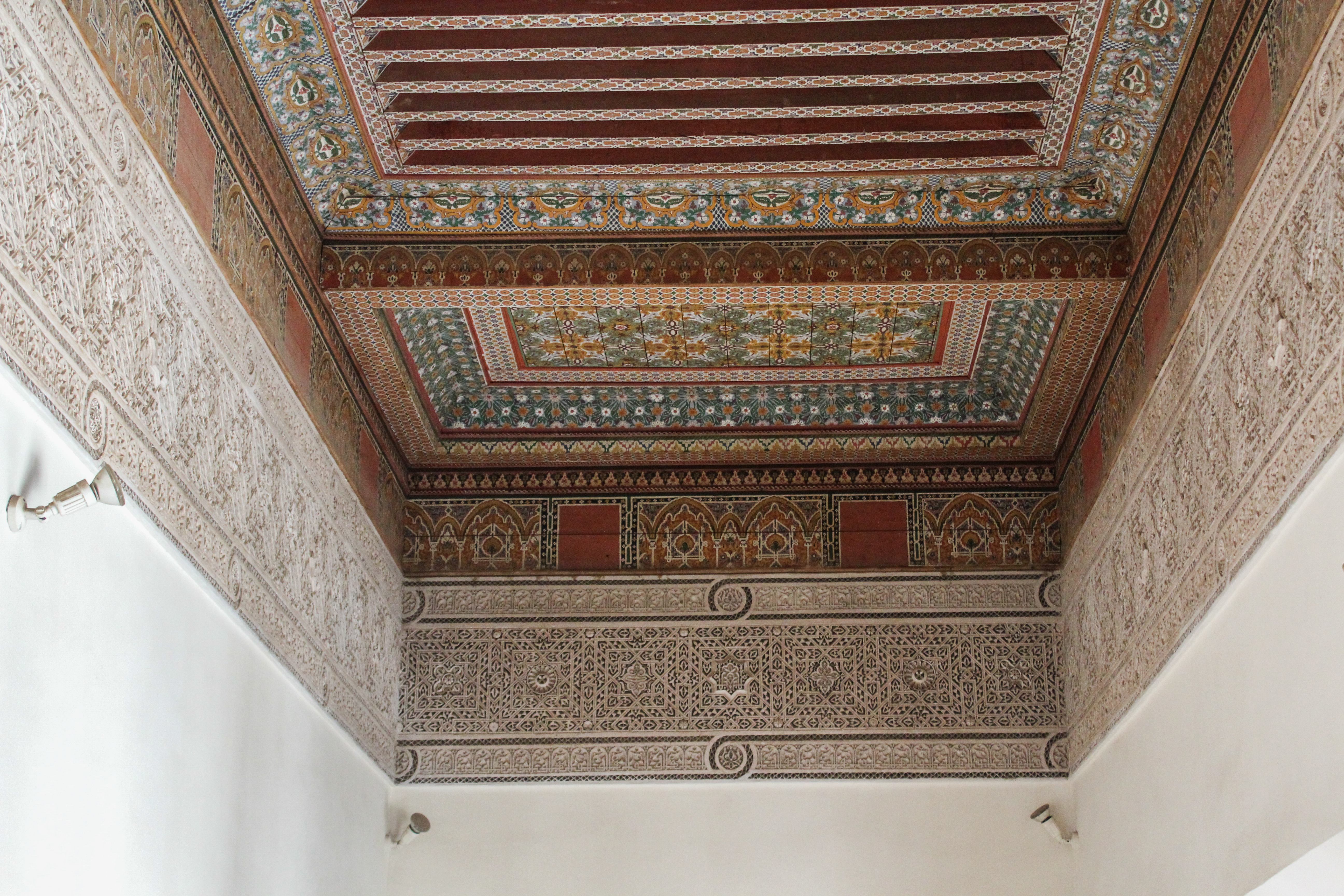
Декор потолка